# Metall Allan
El metall Allan és un bronze fabricat per l'empresa A. Allan & Son, amb un contingut del 55% de coure (Cu), 40% de plom (Pb), i 5% d'estany (Sn). S'empra en la fabricació de coixinets.